# Charles Wollaston
Charles Henry Reynolds Wollaston, né le 31 juillet 1849 et mort le 22 juin 1926, est un footballeur anglais actif dans les années 1870.
Il a été sélectionné quatre fois en équipe d'Angleterre de football.

## Biographie
Charles Wollaston joue toute sa carrière au sein du Wanderers Football Club. Il en est même le secrétaire de 1879 à 1883. Il dispute la première finale de la Coupe d'Angleterre de football et marque au cours de celle de 1873. Il remporte au total cinq Coupes d’Angleterre, devenant ainsi le premier footballeur à atteindre cette performance.
Charles Wollaston a été sélectionné à quatre reprises en équipe d'Angleterre de football. Il est même capitaine de l’équipe en 1880. Il est le huitième capitaine de l’équipe d’Angleterre.

## Palmarès
- Wanderers FC
  - Vainqueur de la Coupe d'Angleterre en 1872, 1873, 1875, 1876 et 1877